# Robert Cormier (colon)
Pour les articles homonymes, voir Cormier (homonymie).
Robert Cormier (1610 – 16 février 1712) était le charpentier d'un vaisseau qui caractérise la colonisation de l'Acadie.

## Biographie

### De la France au Cap-Breton
Robert Cormier est né en Poitou, une région de la France. Vers environ 1634, il a épousé Marie Peraude (Perreau) à La Rochelle. Ils ont eu deux fils, Thomas né en 1636, et Jean en 1643. Comme beaucoup d'hommes du peuple, Robert ne pouvait pas se permettre d'émigrer, ainsi il a vendu trois ans de sa vie pour travailler en tant qu'engagé en échange pour son passage. Leur fils Jean, étant très jeune, a pu avoir été trop jeune pour le voyage, et il est probablement resté à La Rochelle. Ses articles de contrat synallagmatique bilatéral se lisent comme suit :
Le « contrat » de Robert Cormier a été signé à La Rochelle le 8 janvier 1644, par lequel Robert Cormier, le charpentier du navire, Marie Perraude, son épouse et Thomas Cormier, un fils plus âgé, qui demeure dans cette ville, seront engagés comme promis, à obtenir le premier jour de leur première requête, à bord du Petit Saint Pierre, dont Pierre Boileau est le maître et partir pour l'île du Cap-Breton, en Nouvelle-France pour travailler pour Sieurs Louis Tuffet, Duchanin et de Chevery comme charpentier de navire et pour faire d'autres choses qui pourraient être commandées par Sieur Louis Tuffet, commandant du fort Saint Pierre en ladite île et à cet effet, elles seront obligées à obéir et suivre les ordres pendant les trois prochaines années consécutives, débutant le jour de leur embarquement et finissant le jour ils rembarqueront pour leur retour, les trois années faites et terminées. Et ce et à condition que pour tous les ans ils reçoivent la somme de cent vingt livres, après avoir déjà reçu à l'avance le paiement de la première année faite par ledit Sieurs Tuffet, Duchanin et deChevery et la balance sera payé ou faits à leur ordre cinq mois après que le retour de ledit bateau, déduisant pour ce qu'ils auront reçu en ladite île et on le comprend qu'au cas où ledit Cormier et son conjoint n'obéiraient pas ou se révolte contre ladite Sieur Tuffet et/ou de tout autres commis du Gouverneur, ils seront privés de leurs salaires en entier et maintenus responsables de tous les dommages et intérêts. Lesdites parties pour l'accomplissement de ces accords, ayant assigné un et d'autres toutes leurs affaires présentes et futures, et immobiliers, faits à La Rochelle, ceci le huitième jour de janvier 1644. Mandataire Francois Marcoux et secrétaire Marin deHarrabilague, chacun des deux résidant dans cette ville.”

### Du Cap-Breton à l'Acadie
Robert Cormier décida d'amener sa famille à Port-Royal en 1650. Une fois que la famille était établie, il n'est pas certain que Robert et Marie soient restés dans la colonie ou sont par la suite retournés en France. Son fils Thomas apparaît dans le recensement de 1671 en tant que charpentier à Port-Royal, âgé de 35 ans, marié à Madeleine Girouard âgée de 17 ans, avec qui ils avaient une fille de 2 ans et possédait 7 vaches, 7 moutons et 6 arpents de terre.  Ceci démontre une exploitation coloniale typique d’une famille acadienne, capable de soutenir une petite famille.